# Jayanti del Nepal
Jayanti del Nepal (nome completo: Jayanti Rajya Lakshmi Devi Shah del Nepal; Katmandu, 4 agosto 1946 – Katmandu, 1º giugno 2001) è stata una principessa nepalese, prima figlia del principe Basundhara del Nepal e di sua moglie, la principessa consorte Helen Rajya Lakshmi Devi.
È stata uccisa, insieme a molti parenti, nel massacro del  1º giugno 2001.

## Biografia

### Infanzia
La principessa Jayanti del Nepal nacque a Katmandu, nel Regno del Nepal. Fu la prima figlia del principe Basundhara del Nepal e di sua moglie, la principessa consorte Helen Rajya Lakshmi Devi.
Il nome Jayanti significa "Vittoriosa".
Venne educata in Woodstock (Oxfordshire), nel Convento di Loreto a Darjeeling, e all'Università Tribhuvan, a Katmandu. Si è laureata all'Università Tribhuvan nel 1970.

### Vita successiva

#### Campo medico
La principessa Jayanti ha dato un contributo significativo ai programmi di soccorso contro il cancro in Nepal. È stata la fondatrice della Società di Soccorso contro il cancro in Nepal e ne è stata presidente dal 1982 al 2001. Ha coinvolto varie organizzazioni internazionali per stabilire un ospedale oncologico in Nepal, ha aumentato la consapevolezza sociale e ha condotto campagne antifumo.
Fin dalla sua infanzia, la principessa Jayanti aveva visto diversi membri della sua famiglia affetti da malattie cardiache e, quindi, ha cercato di aiutare le persone che soffrono di malattie cardiache e ha lavorato per rendere il trattamento cardiaco più conveniente e disponibile per la gente comune del Nepal.

#### Campo turistico
La principessa Jayanti lavorò anche per promuovere il turismo. Inoltre, era anche a conoscenza di diverse questioni ambientali. Per tutta la vita ha lavorato per aumentare la consapevolezza sociale. Ha partecipato a conferenze internazionali e ha presentato diversi articoli in Europa e in America.

### Morte

#### Massacro della famiglia Reale
Il 1º giugno 2001, dieci membri della famiglia reale nepalese furono assassinati dal principe ereditario Dipendra. Dipendra puntò un fucile contro il padre re Birendra e sparò, ferendolo con diversi proiettili ma non uccidendolo. Uscì nel giardino e caricò un altro fucile, e rientrò poco dopo con l'intento di sparare di nuovo al padre, ma venne fermato dallo zio, il principe Dhirendra, che gli disse: «Basta così, dammi il fucile!», ma fu colpito a bruciapelo. Poco dopo Dipendra sparò e ferì mortalmente Kumar Khadga, marito della principessa Sharada, che accorse al suo fianco, poco dopo, Dipendra sparò anche a lei, uccidendola. Dipendra sparò poco dopo a Kumar Gorakh Shamsher, marito della principessa Shruti, quest'ultima accorse al fianco del marito ma venne colpita da diversi proiettili, morì in ospedale a causa del dissanguinamento dopo lo sparo, mentre il marito sopravvisse. Dipendra sparò poi alla principessa Shova, intenta a fermare l'assassino, che fortunatamente sopravvisse. Dipendra allora si avvicinò alla principessa Komal, seduta su un divano, alla quale sparò, ma la donna sopravvisse. Dipendra sparò poi alla principessa Shanti, seduta a fianco della principessa Komal. La principessa Shanti si parò la testa con le mani, ma Dipendra le sparò allo stomaco, uccidendola sul colpo. La principessa Jayanti era nascosta dietro ad un mobile e stava cercando di chiamare aiuto con il suo telefono cellulare, ma venne vista dal principe Dipendra che le si avvicinò e le sparò. Quando arrivò in ospedale, la principessa era già morta. 
Sua madre, la principessa Helen, si trovava nell'anticamera con la regina madre Ratna e rimasero illese in quanto non presenti nella stanza. La sorella di Jayanti, la principessa Ketaki (Mrs. Chester), venne ferita, ma sopravvisse.
Sua madre (la principessa Helen, rimasta illesa) fondò in sua memoria il "Jayanti Memorial Trust" (JMT), una società che lavora per combattere le malattie cardiache. Oltre al suo lavoro per i programmi di soccorso contro il cancro, la principessa Jayanti aveva anche lavorato per aiutare i pazienti cardiaci e per rendere il trattamento cardiaco più disponibile per il popolo del Nepal.